# Luftangriffe auf Zeitz
Der Raum Zeitz in Mitteldeutschland war im Zweiten Weltkrieg vom 12. Mai 1944 bis 31. März 1945 das Ziel von sieben schweren angloamerikanischen Luftangriffen. 1.032 strategische Bomber warfen etwa 3.200 Tonnen Bombenlast über dem Gebiet ab. Betroffen waren in erster Linie das Hydrierwerk Zeitz der Brabag in Tröglitz, auf dessen Gelände heute der Chemie- und Industriepark Zeitz liegt. Am 30. November 1944 war die Stadt Zeitz selbst das Hauptziel eines Angriffs. Die Treibstoff-Produktionsanlagen der BRABAG wurden schwer getroffen, doch immer wieder teilweise instand gesetzt. Den Angriffen der Bomberflotten folgten ab Anfang April 1945 häufige Jagdbomber-Attacken, Artillerie- und Panzerbeschuss. Die Zahl der Todesopfer im Werk, in der Stadt, besonders aber in den umliegenden Ortschaften war erheblich.

## Zeitz
Zeitz ist eine alte Industrie- und Handelsstadt an der Weißen Elster. Sie liegt inmitten des Mitteldeutschen Braunkohlereviers. Im Rahmen der Autarkiebemühungen im Dritten Reich errichtete die Braunkohle-Benzin-AG (BRABAG) ab 1937 unweit von Zeitz den Ort Tröglitz und ein Hydrierwerk. Das BRABAG-Werk Zeitz war die vierte Großanlage zur Herstellung synthetischer Kraftstoffe, die von der Braunkohle-Benzin-AG neben den BRABAG-Werken Böhlen, Magdeburg und Schwarzheide betrieben wurde. Die industrielle Produktion von synthetischem Benzin und Dieselkraftstoff begann ab März 1939. Hauptabnehmer war die Wehrmacht.
Zeitz hatte Anfang 1945 fast 42.000 Einwohner, einschließlich Evakuierten aus den Luftkriegsgebieten, „zivilbeschäftigten Ausländern“ und zunehmend Flüchtlingen aus den Ostgebieten. In dieser Zahl nicht enthalten sind Tausende Kriegsgefangene und die KZ-Häftlinge, die in Lagern in Werknähe (so bei Rehmsdorf) untergebracht waren, um nach den Luftangriffen die Aufräumarbeiten zu leisten.

## Luftschutz

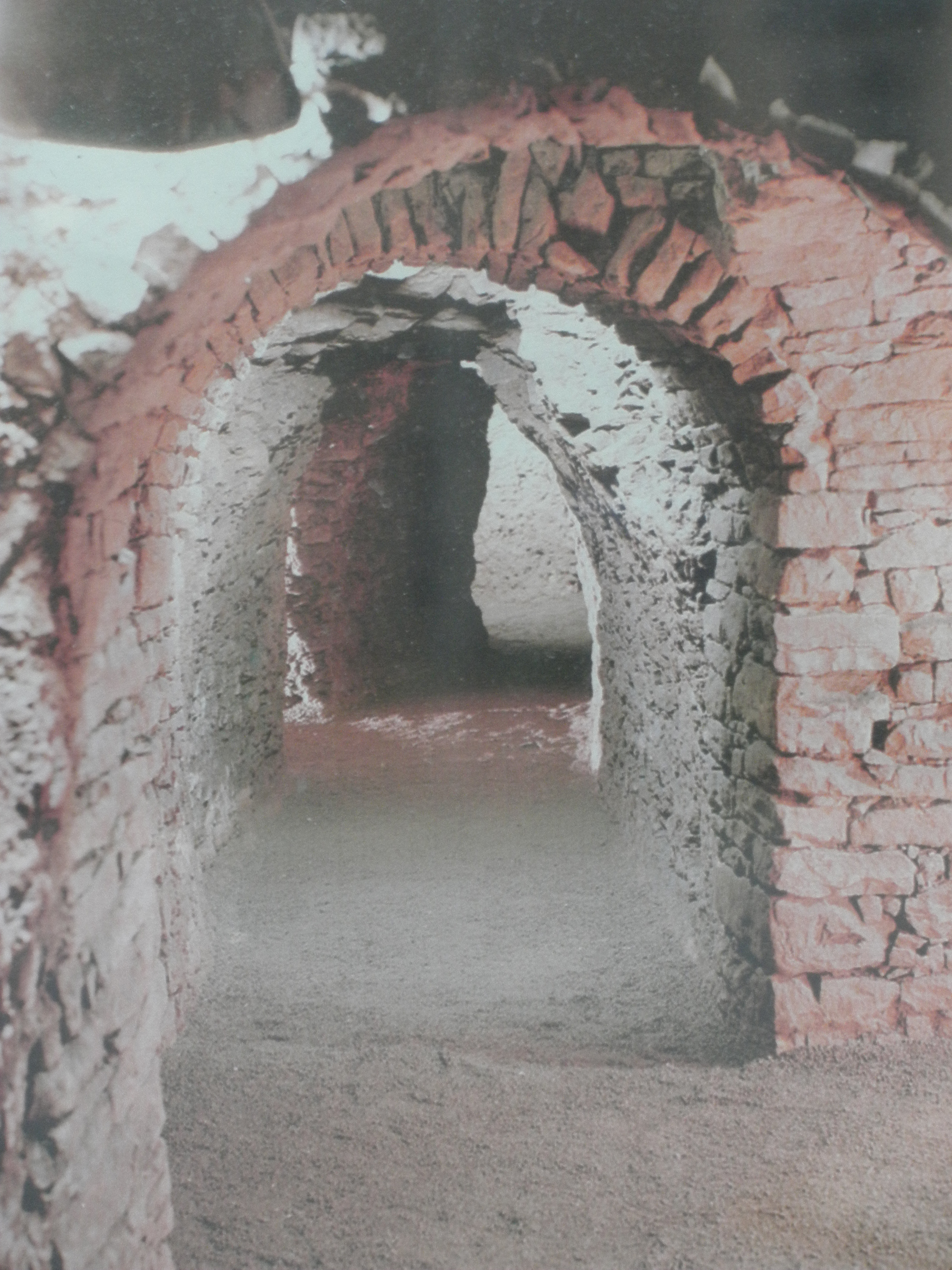
Tiefenkeller unter der Altstadt von Zeitz

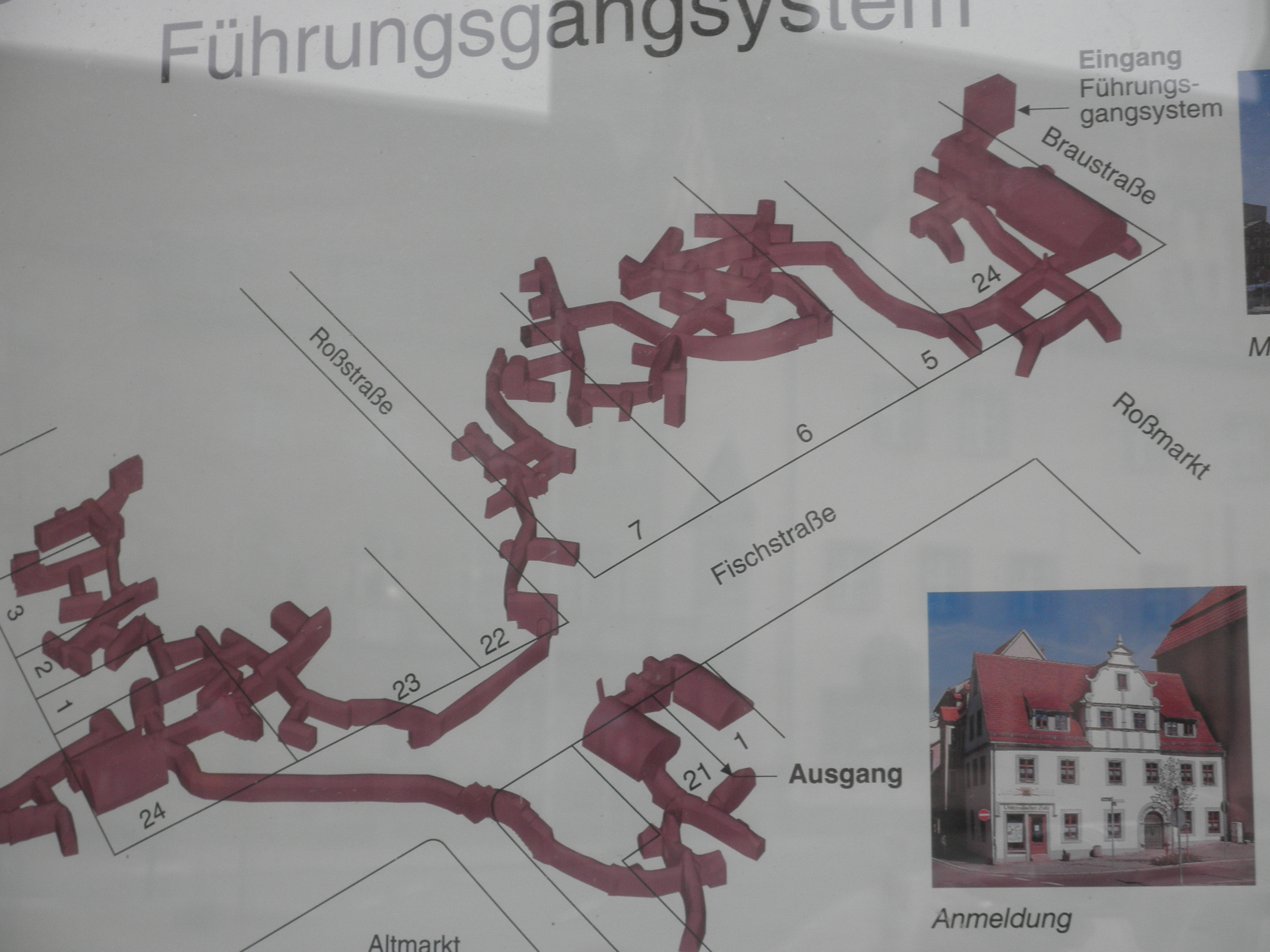
Verbundene Tiefenkeller unter der Altstadt

Die folgenden Angaben über den Luftschutz in Zeitz stammen aus Die Kriegsjahre 1939 bis 1945 in Zeitz und Umgebung (2005) des Heimatforschers Rolf Zabel.
Im Sommer 1939 wurde in Zeitz im Gebäude der Gaststätte „Harmonie“ eine Luftschutzschule eingerichtet. Die Luftschutzausbildung der Bevölkerung wurde intensiviert. Luftschutzkeller wurden bereits ab Mitte der 1930er Jahre eingerichtet. Eine besondere Rolle spielten die ausgedehnten Tiefenkeller unter der Altstadt, die ursprünglich zur Lagerung von Bier-Vorräten angelegt worden waren: „Bierlager-Katakomben“. Sie wurden ausgebaut, untereinander verbunden und von außen besser zugänglich gemacht. Im Februar 1940 wurde in Zeitz eine Großalarmanlage in Betrieb genommen. 1941 wurde auf dem Zeitzer Nicolai-Platz das Modell einer großen Fliegerbombe aufgestellt. Im Januar 1943 ging am Lindenplatz ein DRK-Rettungsbunker zur Aufnahme von Schwerverwundeten nach Luftangriffen in Funktion. Ab Februar 1943 wurden Löschwasserbecken angelegt, ab Juli Splitterschutzgräben.
Das BRABAG-Werk war gut mit Luftschutzbunkern ausgerüstet.
Die Stadt und die BRABAG lagen im Mitteldeutschen Flakgürtel, der mit schweren Flak-Geschützen ausgerüstet war. Nach Beginn der sehr effektiven amerikanischen Luftangriffe auf die Treibstoffanlagen im Mai 1944 wurde der Flakgürtel um Zeitz von 15 Kilometer Umfang massiv verstärkt. 14 Flak-Batterien mit 100 Geschützen und zwei Eisenbahngeschütze lagen um die Stadt und die BRABAG. Dazu gehörten Scheinwerfer-Batterien und Horchgeräte. Ein dichtes Nebelwerfernetz lag um Zeitz und den Tröglitzer Raum. Die Geräte wurden von ausländischen Hilfswilligen, besonders italienischen Militärinternierten bedient.

## Die Angriffe

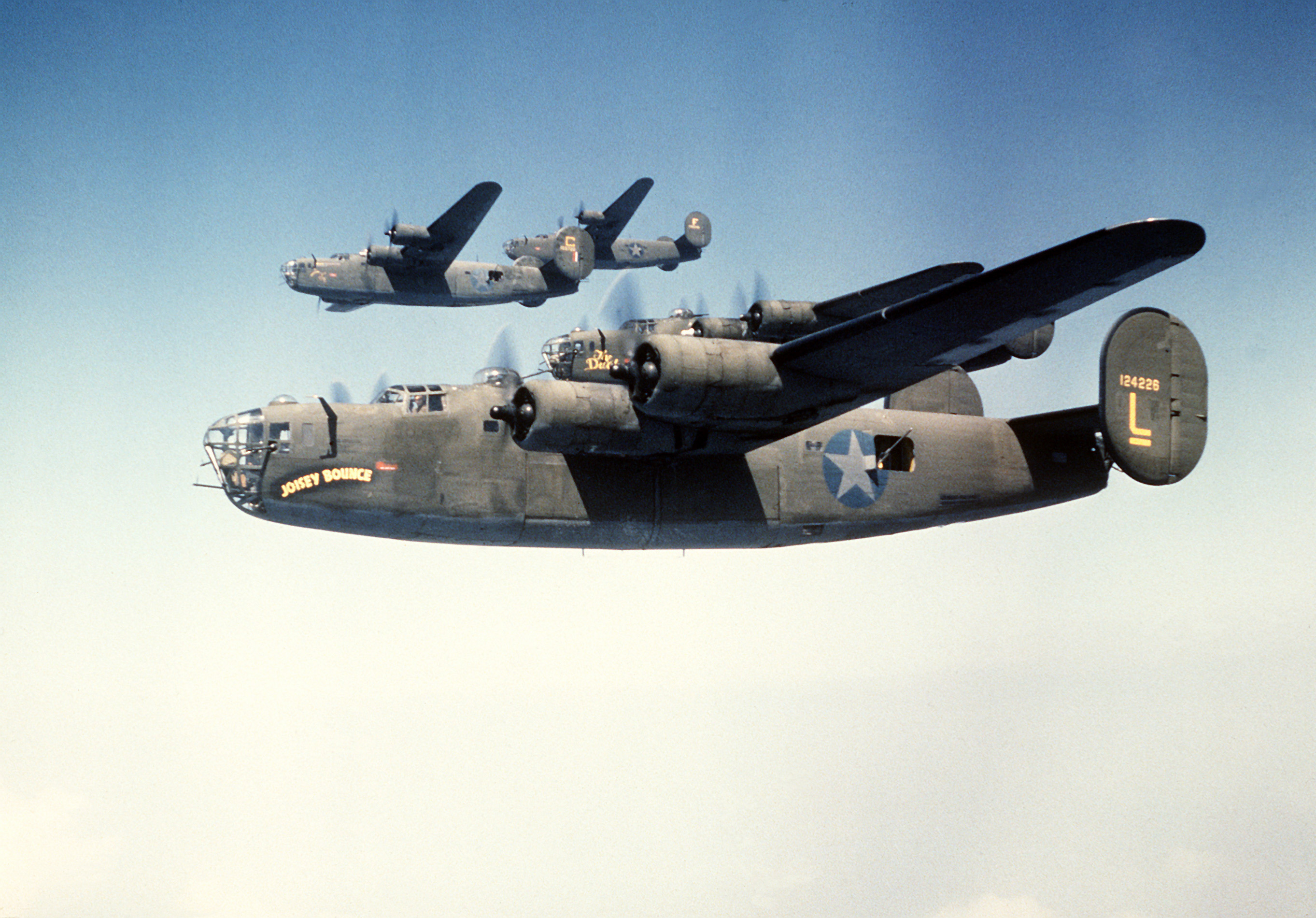
Amerikanische B-24 „Liberator“

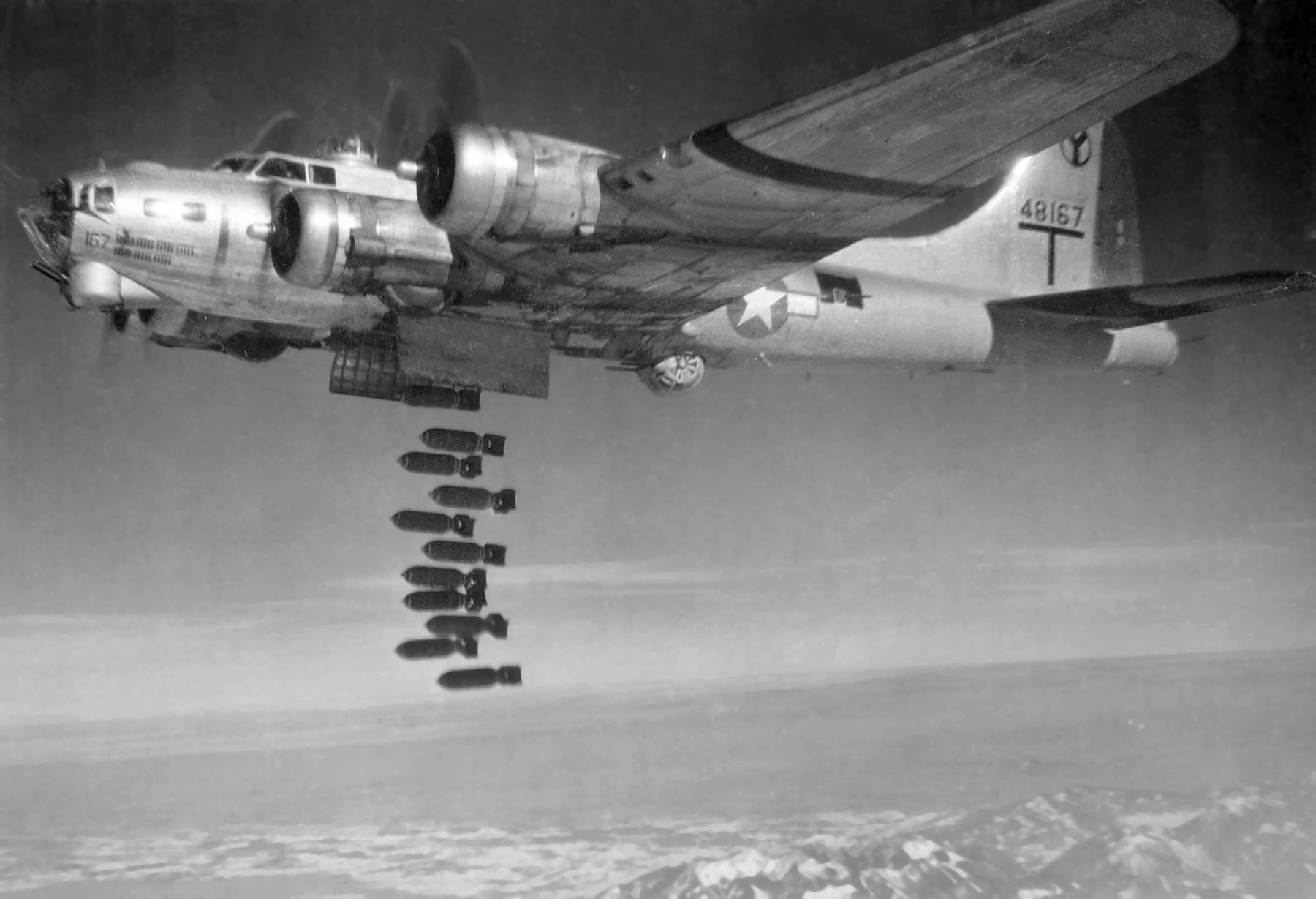
Amerikanische B-17 „Flying Fortress“

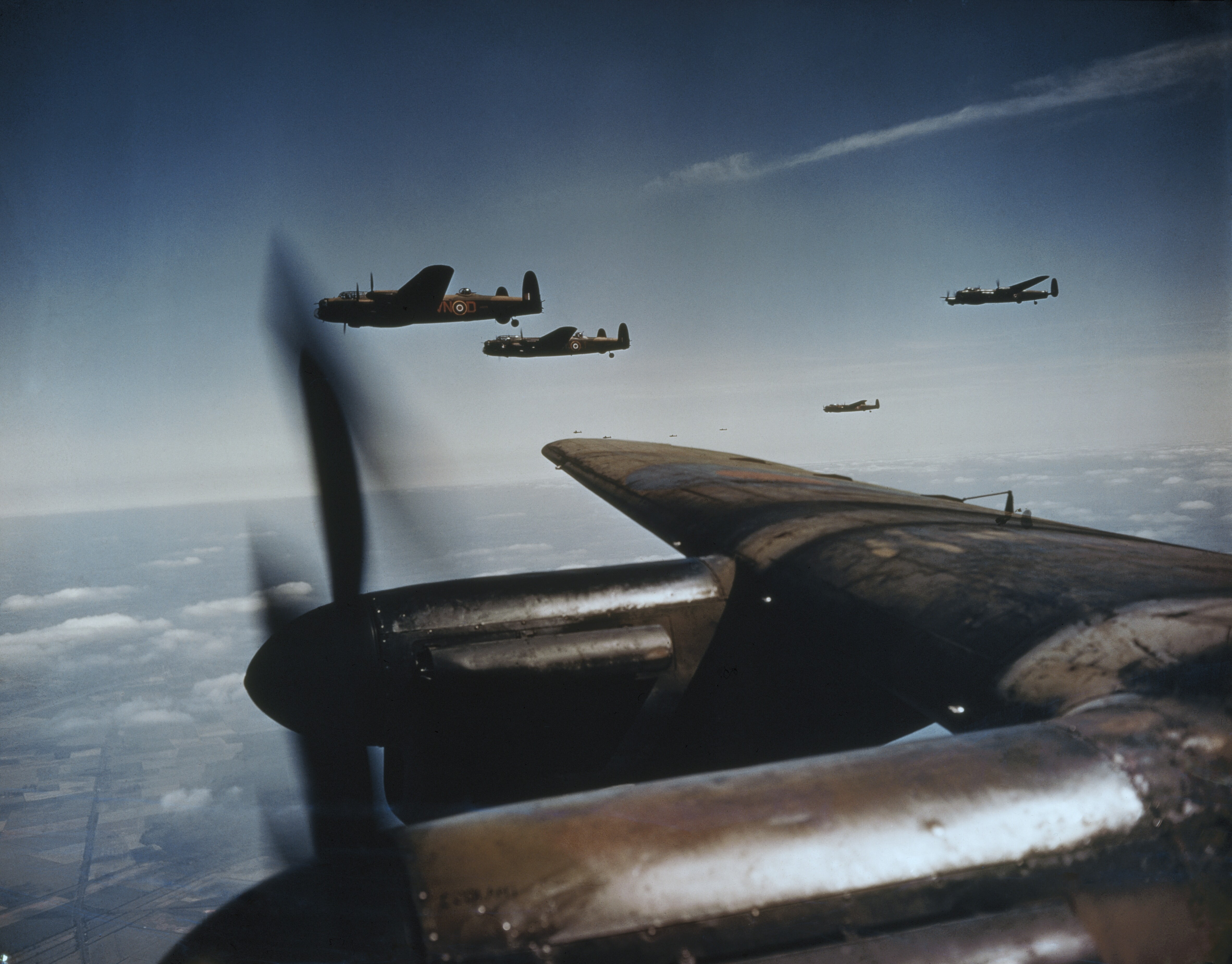
Britische Avro Lancaster

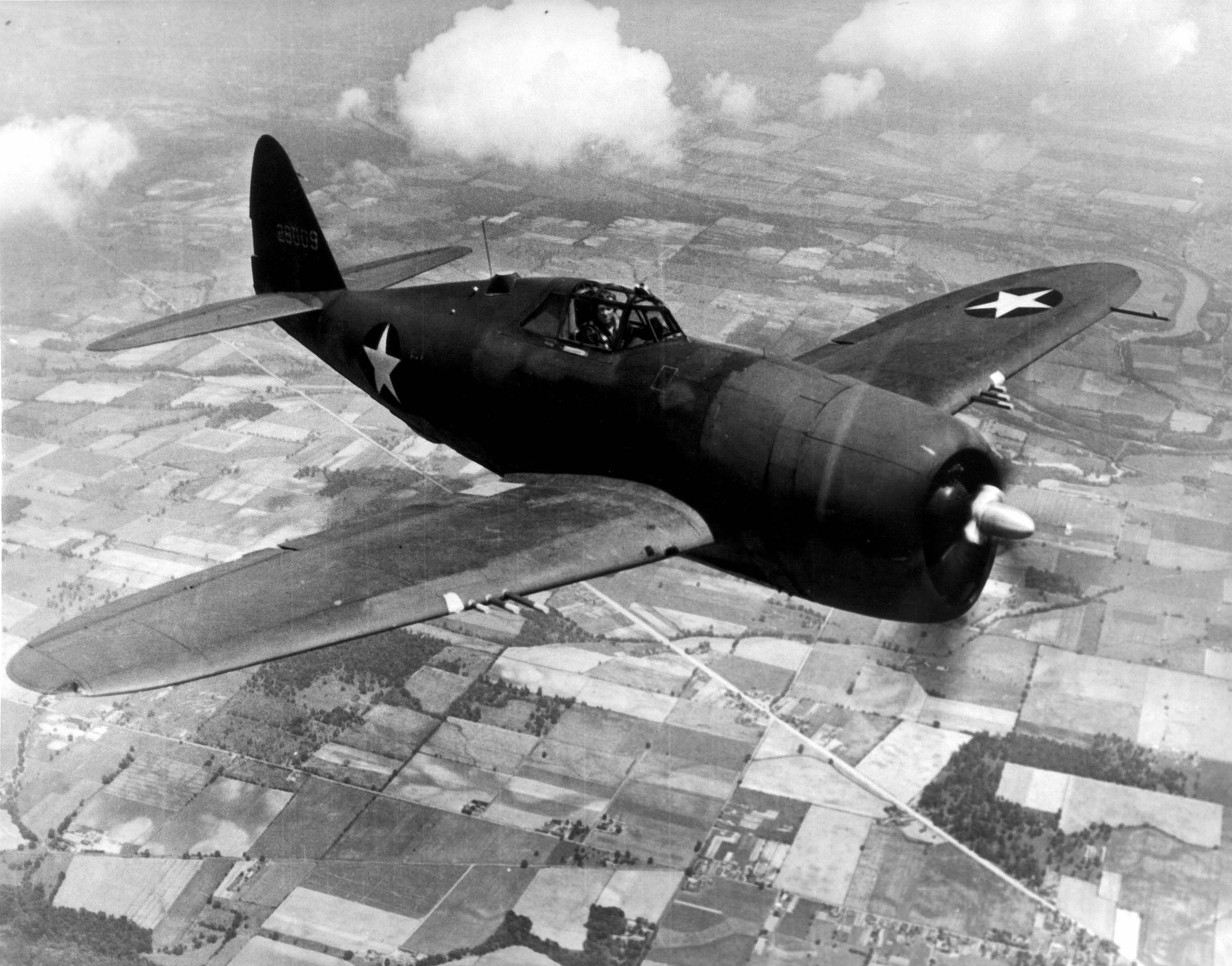
US-Jagdbomber Republic P-47 "Thunderbolt"

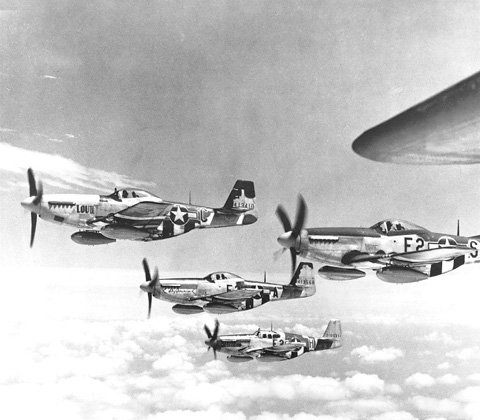
US-Langstreckenjäger vom Typ North American P-51 "Mustang"

Die folgenden Angaben stammen ganz überwiegend aus der Zusammenstellung Die Kriegsjahre 1939 bis 1945 in Zeitz und Umgebung (2005) von Rolf Zabel und dem Buch Der Kampf um Zeitz 1945 (2010) von Jürgen Möller (siehe Literatur).
Die leichteren Luftangriffe von 1940 bis 1943 auf den Raum Zeitz wurden von der britischen RAF und immer nachts ausgeführt.
- 21. Juli 1940: erster nächtlicher Fliegeralarm in Zeitz, britische Flugzeuge erreichen den mitteldeutschen Raum.
- 13. August 1940: britische Bomber erreichen den Raum Zeitz.
- 26./27. August 1940: Luftangriff auf die BRABAG, vier Bomben schlagen im Werksgelände ein.
- 18. November 1940: 90-minütiger Fliegeralarm in Zeitz, Bomben verursachen Schäden an Gleisanlagen der BRABAG
- 2. Oktober 1942: Abwurf von „Brandballons“ durch britische Flugzeuge
- 1943: Immer häufiger Fliegeralarme wegen Überflügen alliierter Bomber Richtung Berlin

Die Angriffe strategischer Bomber auch auf den Zeitzer Raum, mit Beginn der alliierten Luftoffensive gegen die mitteldeutschen Treibstoff-Produktionszentren ab 12. Mai 1944, erfolgten überwiegend durch die 8th Air Force und immer als Tagesangriffe. 704 ihrer schweren Bomber warfen in sechs Angriffen bis zum 31. März 1945 insgesamt 1.725 Tonnen Bombenlast auf die BRABAG, umliegende Ortschaften und Zeitz selbst ab. Den schwersten Angriff flog die RAF mit 328 Avro Lancaster und (geschätzt, siehe unten) 1.500 Tonnen Bomben auf die BRABAG-Werke in der Nacht vom 16. zum 17. Januar 1945.
- 12. Mai 1944: 116 B-24 „Liberator“ der 2nd Bombardment Division der 8th Air Force werfen 256 Tonnen Bomben auf die BRABAG-Werke. Es resultiert ein völliger Produktionsausfall. In der Umgebung sterben 100 Zivilisten.
- 28. Mai 1944 (Pfingsten): 187 B-24 der 2nd Bombardment Division laden in drei Stunden 447 Tonnen Bomben über der BRABAG bei Tröglitz ab. 1.200 der 2.500 Bomben treffen die Umgebung. Es gibt wieder viele Tote unter der Zivilbevölkerung. Die Flak-Abwehr wird massiv verstärkt. 14 Flak-Batterien mit 100 Geschützen werden um Zeitz stationiert: bei Profen, Predel, Theißen, Nonnewitz, Grana, Kuhndorf, Geußnitz, Nißma, Falkenhain und Rehmsdorf.
- 16. August 1944: 101 B-17 „Flying Fortress“ der 3rd Bombardment Division greifen im Raum Zeitz mit 226 Tonnen Bomben an. Neben der BRABAG wird auch zum ersten Mal die Stadt Zeitz selber getroffen. Bombenschäden entstehen an Wohnhäusern in der Badstuben-Vorstadt, und das Gaswerk wird zerstört. Die schweren Schäden im BRABAG-Werk werden bis September repariert.
- 30. November 1944: Während die BRABAG gut vernebelt ist und nicht so starke Schäden verzeichnet, belegen die 151 B-17 der 1st und 3rd Bombardment Division bei klarer Sicht in einem 90-minütigen Tagesangriff die Stadt Zeitz und umliegende Orte mit 367 Tonnen Bomben. 64 Gebäude werden zerstört (darunter 17 Wirtschafts- und vier öffentliche Gebäude) und 36 schwer oder leicht beschädigt: wertvolle Bürgerhäuser an der Ostseite des Altmarkts (11–13), das Rathaus, die Reichsbank am Steinsgraben, die Donalie-Stiftung am Steinsgraben, Wohn- und Geschäftshäuser in der Freiligrath-Straße, der Lutherstraße (heute Fischstraße), der Zeppelinstraße (Villa Nerger) und der Albert-Kühne-Straße (heute Semmelweisstraße). Zeitzünderbomben verursachen noch spätere Schäden, so in der Humboldtstraße an der Villa von Dr. Gütte. Von der Klosterkirche St. Franziskus, Antonius und Clara werden der Dachstuhl zerstört, das Gewölbe beschädigt und die Inneneinrichtung vernichtet. 76 Menschen verlieren in Zeitz ihr Leben, darunter viele Frauen und Kinder. Insgesamt werden im Stadt- und Kreisgebiet (besonders in Tröglitz, Falkenhain, Rehmsdorf) 138 Menschen getötet, 11 schwer und 34 leicht verwundet. 855 Einwohner sind obdachlos geworden. Die Totenmesse für die 138 Opfer findet am 6. Dezember auf dem Zeitzer Michaelisfriedhof statt, am gleichen Tag die Trauerfeier für 17 Bombenopfer in Falkenhain. Beim Angriff auf das BRABAG-Werk wurden 32 Häftlinge aus dem Lager Rehmsdorf getötet.
- 16./17. Januar 1945: 328 britische Avro-Lancaster-Bomber der 1., 6. und 8. Bomber Group starten um etwa 17.00 Uhr in England zum schwersten Angriff auf die BRABAG und fast alle laden in der Nacht ab 22.00 Uhr ihre Bombenlast über der BRABAG und Umgebung ab. Eine Lancaster stürzte bereits auf dem Hinflug über Belgien ab, mit „schweren Schäden an Motoren und Oberfläche“, wahrscheinlich durch die deutsche Luftabwehr. Sie explodierte am Boden. Ihre Ladung hatte aus einer Luftmine 4.000 lb High Capacity Demolition Bomb (Cookies) (etwa 1.800 kg) und 12 GP-(General Purpose)-Sprengbomben 500 lb (12 × 227 kg) bestanden.[3] Geht man von diesen zusammen etwa 4,5 Tonnen Bombenladung der abgestürzten Lancaster aus und multipliziert mit 327 (Flugzeugen), so kommt man auf ungefähr 1.500 Tonnen, die über dem Zielgebiet abgeworfen wurden. Etwa 1.000 Bomben fielen auf das Werk und 2.800 auf die Umgebung. Geführt wurden die Lancaster von 14 Mosquitos der 8. RAF Pathfinder Force, der Himmel war durch Leuchtbomben und Feuer durch Brandbomben-Abwürfe erhellt, die Vernebelung hatte nicht rechtzeitig eingesetzt. Die Treibstoff-Produktion wurde völlig gelähmt. Das Zeitzer Tagblatt verzeichnete 25 Tote, in Rehmsdorf starben 3 Militärinternierte und ein Kriegsgefangener. 10 Bomber wurden abgeschossen. Am 19. Januar lief die Treibstoff-Produktion wieder an.
- 26. März 1945: 12 B-17 „Flying Fortress“ der 1st Air Division attackieren die BRABAG und Umgebung mit 30 Tonnen Bomben.
- 31. März 1945: 137 B-17 der 3rd Air Division werfen vormittags 399 Tonnen Bomben auf BRABAG und Umgebung. Von den 8 Angriffswellen treffen zwei direkt das Werk, die restlichen verursachen erhebliche Schäden in den Dörfern mit insgesamt 110 Toten. Mindestens ein Bomber wurde abgeschossen. Zur geplanten Wiederaufnahme der Treibstoff-Produktion am 16. April kam es nicht mehr.
- April 1945: Ab Anfang des Monats befinden sich fast ständig US-Jagdbomber Thunderbolt und Mustang über Zeitz und Umgebung im Einsatz. Sie bekämpfen ihre Ziele mit Bomben, Raketen und Bordwaffen. Auch Zivilisten fallen ihnen zum Opfer.
- 10. April: Schwerer Tiefflieger-Angriff auf den Güterbahnhof am Tiergarten. Dort befinden sich ein Militärtransportzug aus Berlin, Waggons mit KZ-Häftlingen und ein Zug mit Kesselwagen, die Chlorgas enthalten. Die Züge erhalten schwere Treffer, das tödliche Chlorgas breitet sich im Gelände aus. Im Inferno sterben über 100 Soldaten und Zivilisten (mehr als die Hälfte wird als „unbekannt“ bestattet), die Anzahl der umgekommenen Häftlinge ist nicht dokumentiert. 133 Opfer dieses Angriffs werden in zwei Massengräbern auf dem Michaelis-Friedhof beigesetzt.
- 13. April: um 9.00 Uhr ertönt „Feindalarm“ in Zeitz. In den Vortagen sind US-Panzertruppen gegen zum Teil heftigen Widerstand, besonders aus den auf Erdkampf umgerüsteten Flakstellungen, auf die Stadt und die Elsterübergänge vorgerückt. In der Stadt wird gekämpft, sie liegt unter Beschuss von Panzern und Granatwerfern. Die Bevölkerung hält sich nur noch in den Luftschutzräumen auf, besonders in den Tiefenkellern unterhalb der Stadt. Am Abend ist die Stadt teilbesetzt. Auf den Friedhöfen werden 14 Opfer dieses Tages beerdigt. Das Zeitzer Standesamt verzeichnet 37 Gefallene, darunter 32 Zivilisten.
- 14. April: Die Kämpfe konzentrieren sich auf das Kasernen-Gelände, wo sich Soldaten der Unteroffiziersschule und Flaksoldaten verteidigen. Die Amerikaner setzen neben Artillerie auch Jagdbomber ein. Die meisten Gebäude werden bis zum Abend erobert. Im Sterberegister finden sich 8 zivile Opfer dieses Tages.
- 15. April: Auch in der Nacht und am Vormittag gibt es unter Einsatz schwerer Waffen Kämpfe um das letzte Kasernengebäude. Um 14.00 Uhr ergeben sich die letzten 100 Verteidiger. Im Sterberegister sind 6 tote Zivilisten verzeichnet.

## Begräbnisstätten
Auf dem Michaelis-Friedhof von Zeitz finden sich die Grabstätten der Bombenopfer von Zeitz, zusammen mit gefallenen Soldaten. 138 Opfer vom 30. November 1944 wurden nach einer Totenmesse in Einzelgräbern beigesetzt, 100 (133) in zwei Massengräbern nach dem Jagdbomberangriff auf Züge auf dem Güterbahnhof am 10. April 1945. Insgesamt gibt es auf dem Friedhof noch 144 Einzelgräber aus dem Zweiten und 136 Einzelgräber aus dem Ersten Weltkrieg. Zwischen zwei Gräberfeldern steht ein Denkmal mit der Inschrift „Für Dich. 1914–1918, 1939–1945“, darüber Darstellung einer Krankenschwester bei der Betreuung eines Verwundeten.
Die Addition der von Zabel und Möller genannten Opferzahlen ergibt etwa 550 Luftkriegstote im Raum Zeitz – ohne Anspruch auf Vollständigkeit. Die Beisetzungen erfolgten in der Regel auf den Ortsfriedhöfen.

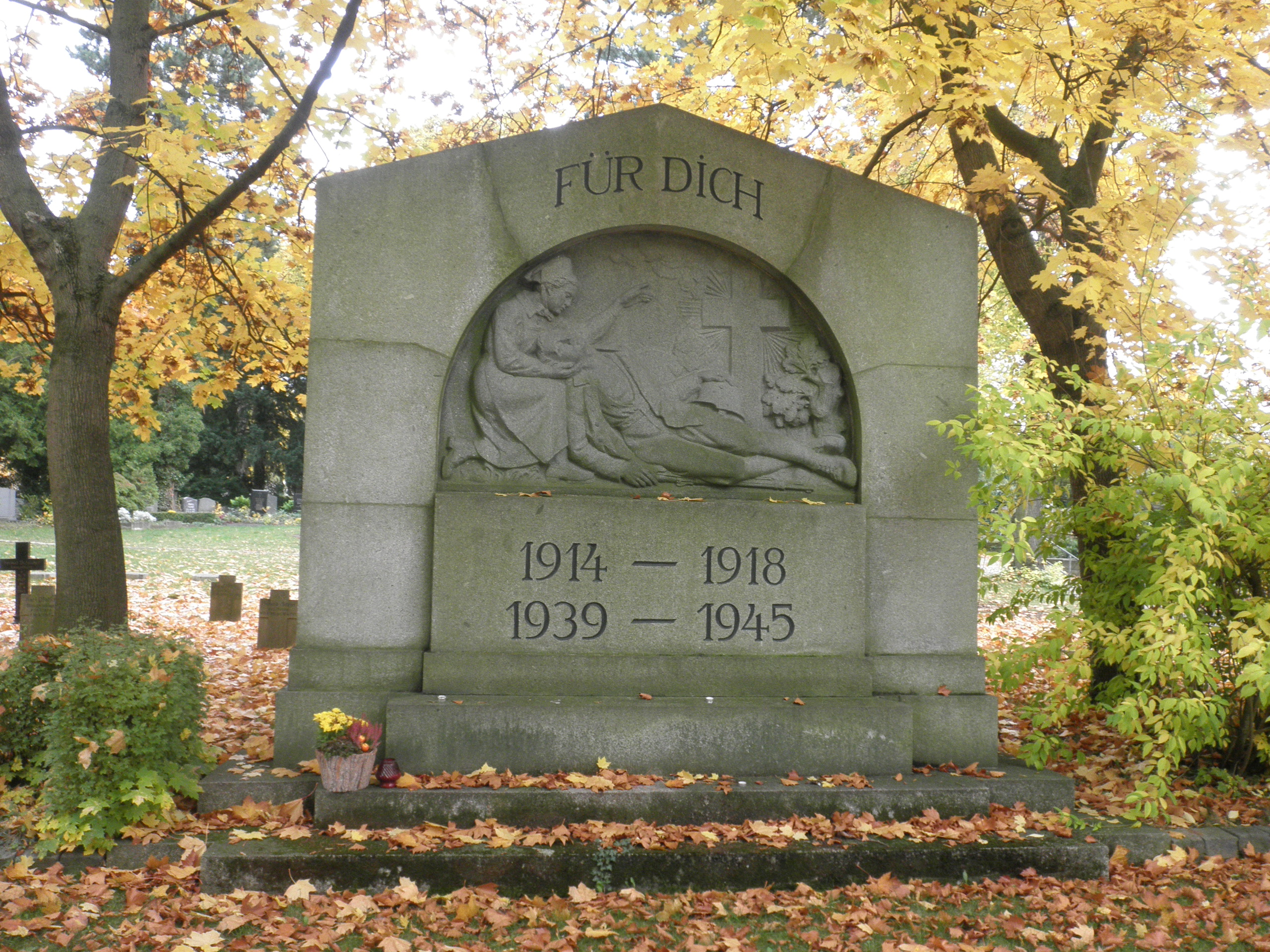
Denkmal für Opfer des 1. und 2. Weltkriegs auf Michaelisfriedhof
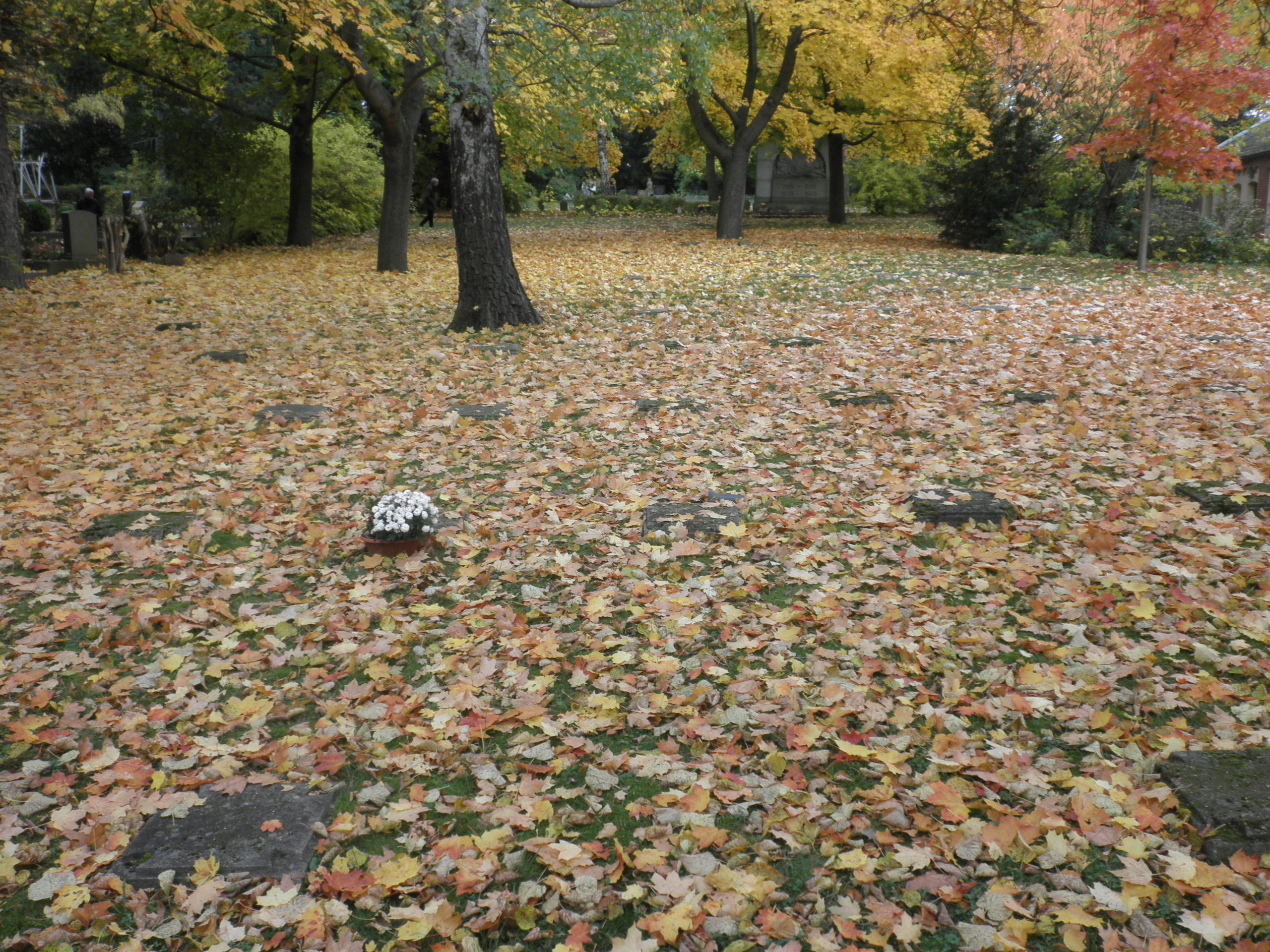
Bombenopfer auf Michaelisfriedhof in Zeitz
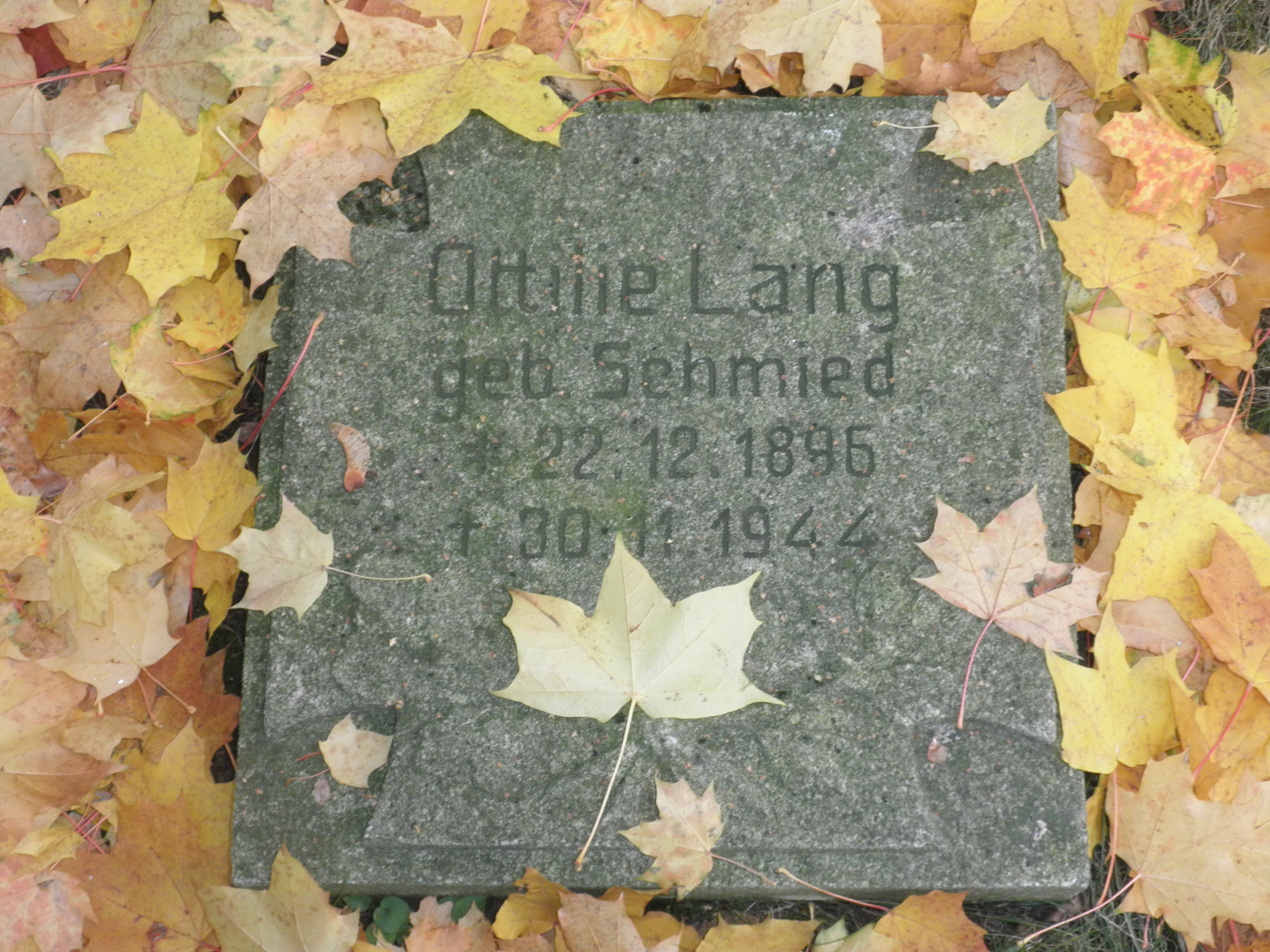
Bombenopfer vom 30. Nov. 1944
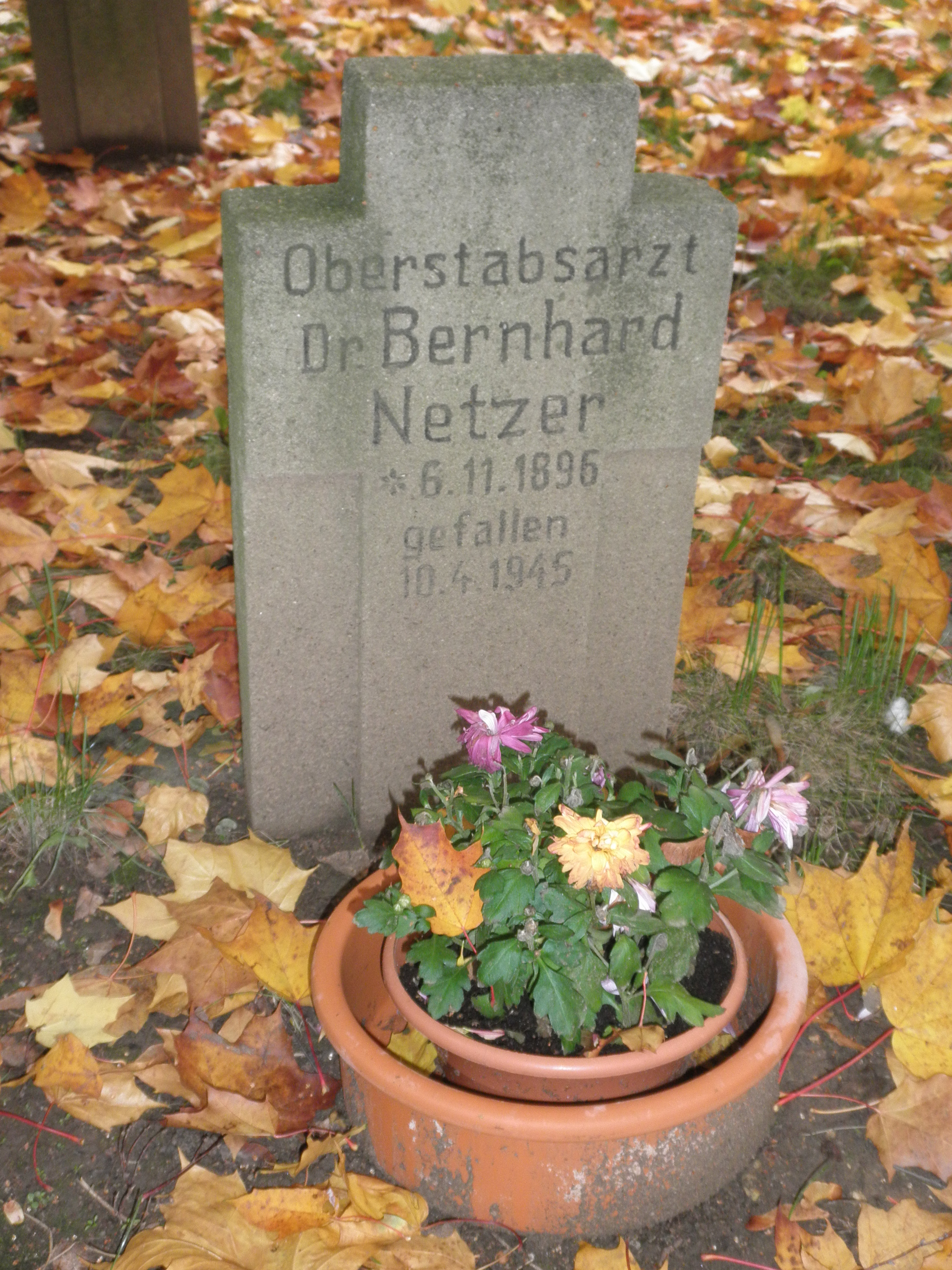
Bombenopfer vom 10. April 1945
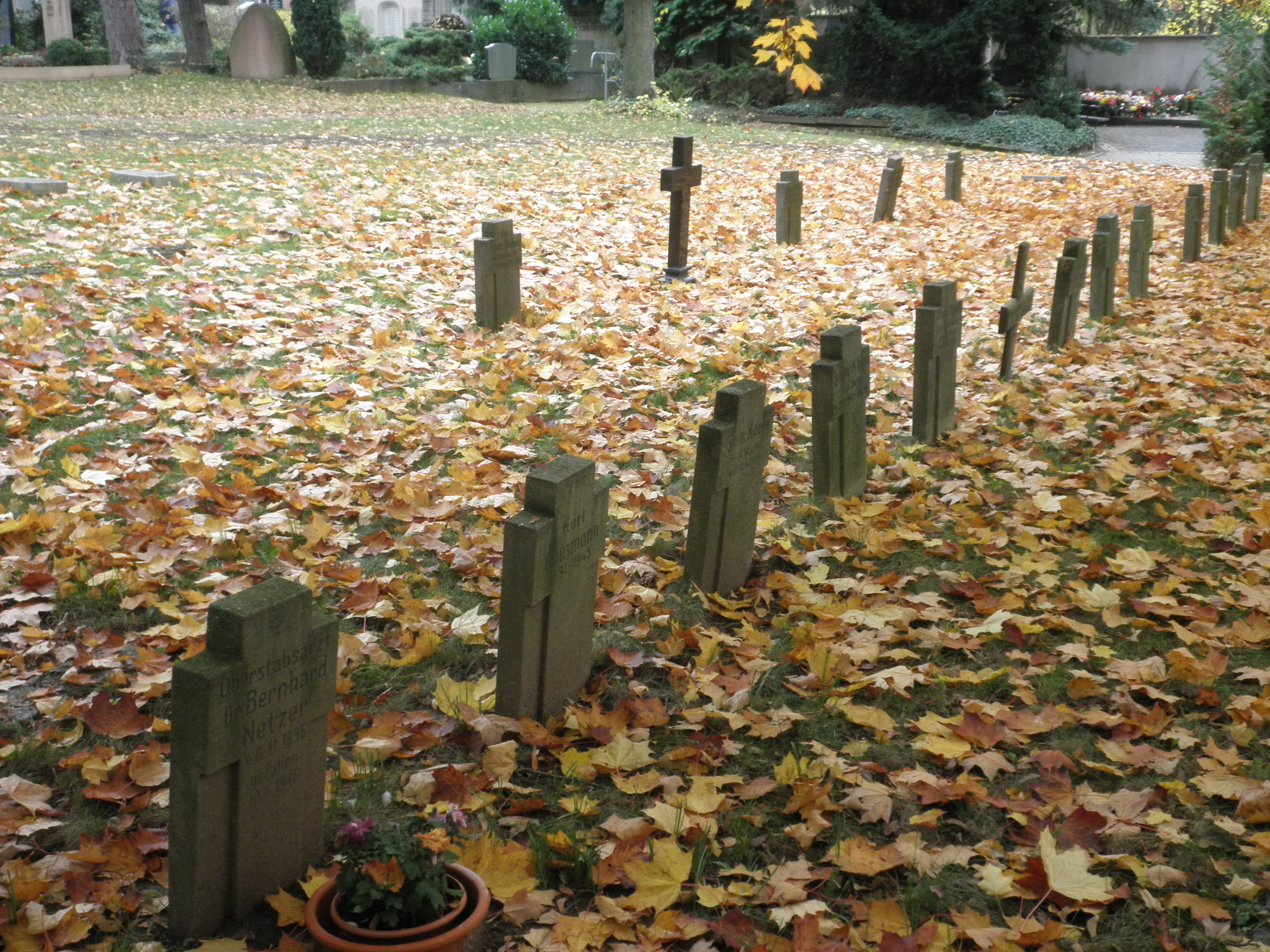
Bombenopfer vom 10. April 1945